# Messier 58

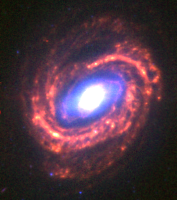
Messier 58 gemeten door de Spitzer Space Telescope bij 3,6 5,8 en 8,0 micrometer

M58 is een spiraalvormig sterrenstelsel in het sterrenbeeld Maagd (Virgo) en is lid van de Virgocluster. Het stelsel is op 15 april 1779 ontdekt door Charles Messier. Het is tevens opgenomen in de New General Catalogue als NGC 4579.
In 1988 en in 1989 werd in M58 een supernova waargenomen. 